# نیکوتینیل متیل‌آمید
نیکوتینیل متیل‌آمید (به انگلیسی: Nicotinyl methylamide) یک ترکیب شیمیایی با شناسه پاب‌کم ۶۴۹۵۰ است. 